# Kazuki Kotera
Kazuki Kotera (小寺 一生 Kotera Kazuki?), född 10 juli 1983 i Shiga prefektur, är en japansk fotbollsspelare.
Kotera började sin karriär 2006 i Sagawa Printing. Efter Sagawa Printing spelade han för Okinawa Kariyushi FC och FC Ryukyu. Han avslutade karriären 2014.